# Peridiscàcies
Peridiscaceae és una família de plantes amb flors dins l'ordre Saxifragales. Té 4 gèneres: Medusandra, Soyauxia, Peridiscus i Whittonia. Té una distribució disjunta amb   Peridiscus a Veneçuela i nord del Brasil, Whittonia a Guyana, Medusandra a Camerun i Soyauxia a l'Àfrica occidental tropical. Whittonia és possiblement extint.
Fins a 2009 aquests 4 gèneres no van ser units en una sola família. Peridiscus i Whittonia estan clarament emparentats.

## Descripció
Segons John Hutchinson
Peridiscaceae són arbrets o arbusts. Les fulles tenen estípula. La inflorescència és en racem. El fruit és una càpsula en Medusandra i Soyauxia; una drupa en Peridiscus i Whittonia.

## Història
George Bentham va establir el gènere Peridiscus el 1862, amb una sola espècie, Peridiscus lucidus.
Daniel Oliver establí el gènere Soyauxia el 1880 per a Soyauxia gabonensis, posant-lo dins la família Passifloraceae. Li va donar el cognom del botànic alemany Hermann Soyaux,
El 1952, John Brenan nomenà i va descriure Medusandra, erigint una nova família, Medusandraceae. In 1953, Brenan transferred Soyauxia from Passifloraceae to Medusandraceae,
El 1962, Noel Y. Sandwith nomenà i va descriure Whittonia.

## Pilogènia
A sota hi ha l'arbre filogenètic.
|  | Soyauxia                                                 |
|  |                                                          |
|  | \| \| Peridiscus \| \| \| \| \| \| Whittonia \| \| \| \| |
|  |                                                          |
|  | Peridiscus                                               |
|  |                                                          |
|  | Whittonia                                                |
|  |                                                          |

|  | Peridiscus |
|  |            |
|  | Whittonia  |
|  |            |

|  | Soyauxia                                                 |
|  |                                                          |
|  | \| \| Peridiscus \| \| \| \| \| \| Whittonia \| \| \| \| |
|  |                                                          |
|  | Peridiscus                                               |
|  |                                                          |
|  | Whittonia                                                |
|  |                                                          |

|  | Peridiscus |
|  |            |
|  | Whittonia  |
|  |            |